# Parazyxomma flavicans
Parazyxomma flavicans är en trollsländeart som först beskrevs av Martin 1908.  Parazyxomma flavicans ingår i släktet Parazyxomma och familjen segeltrollsländor. IUCN kategoriserar arten globalt som livskraftig. Inga underarter finns listade i Catalogue of Life.